# Еміл-Раковиці
Еміл-Раковиці (рум. Emil Racoviță) — село у повіті Васлуй в Румунії. Входить до складу комуни Денешть.
Село розташоване на відстані 297 км на північний схід від Бухареста, 26 км на північ від Васлуя, 32 км на південь від Ясс.

## Населення
За даними перепису населення 2002 року у селі проживали 1038 осіб, усі — румуни. Усі жителі села рідною мовою назвали румунську.